# Morten Boesdal Halvorsen
Morten Boesdal Halvorsen (også kendt som Morten BH) (født 3. januar 1978 i Århus) er en dansk filminstruktør og forfatter, uddannet som filminstruktør på Den Danske Filmskole fra 2003 til 2007.
Morten BH fik spillefilmsdebut i 2014 med Kolbøttefabrikken, og er blandt initiativtagerne til filmuddannelse Super8.

## Filmografi
- Lev vel (2002)
- Den eneste ene 2 (2002)
- Vimmersvej (2003)
- Mig & Che (2007)
- Promise (2010)
- A-klassen (2012)
- Kolbøttefabrikken (2014)
- Viggos Vlog (2014)
- Anti (2016)
- Klassens jul (2017)